# Nyírbátori járás
A Nyírbátori járás Szabolcs-Szatmár-Bereg vármegyéhez tartozó járás Magyarországon, amely 2013-ban jött létre. Székhelye Nyírbátor. Területe 695,94 km², népessége 43 557 fő, népsűrűsége pedig 63 fő/km² volt 2013. elején. 2013. július 15-én három város (Nyírbátor, Máriapócs és Nyírlugos) és 17 község tartozott hozzá, később Nyírbogát is városi rangra emelkedett.
A Nyírbátori járás a járások 1983. évi megszüntetéséig is létezett, és székhelye az állandó járási székhelyek kijelölése (1886) óta mindvégig Nyírbátor volt. Az 1950-es megyerendezésig Szabolcs vármegyéhez tartozott, azután Szabolcs-Szatmár megyéhez.

## Települései
| Település    | Rang (2013. július 15.) | Közös hivatal | Kistérség (2013. január 1.) | Népesség (2013. január 1.) | Terület (km²) |
| ------------ | ----------------------- | ------------- | --------------------------- | -------------------------- | ------------- |
| Nyírbátor    | járásszékhely város     |               | Nyírbátori                  | 12 399                     | 66,73         |
| Máriapócs    | város                   | Máriapócs     | Nyírbátori                  | 2 155                      | 22,09         |
| Nyírlugos    | város                   |               | Nyírbátori                  | 2 824                      | 58,38         |
| Nyírbéltek   | nagyközség              |               | Nyírbátori                  | 2 990                      | 62,17         |
| Nyírbogát    | város                   | Nyírbogát     | Nyírbátori                  | 3 143                      | 55,36         |
| Bátorliget   | község                  | Nyírcsászári  | Nyírbátori                  | 691                        | 33,3          |
| Encsencs     | község                  | Encsencs      | Nyírbátori                  | 1 977                      | 31,91         |
| Kisléta      | község                  | Nyírbogát     | Nyírbátori                  | 1 864                      | 22            |
| Nyírcsászári | község                  | Nyírcsászári  | Nyírbátori                  | 1 197                      | 13,23         |
| Nyírderzs    | község                  | Nyírbogát     | Nyírbátori                  | 651                        | 17,01         |
| Nyírgelse    | község                  | Encsencs      | Nyírbátori                  | 1 159                      | 27,61         |
| Nyírgyulaj   | község                  |               | Nyírbátori                  | 2 045                      | 35,76         |
| Nyírmihálydi | község                  |               | Nyírbátori                  | 2 201                      | 25,48         |
| Nyírpilis    | község                  | Nyírcsászári  | Nyírbátori                  | 798                        | 16,34         |
| Nyírvasvári  | község                  |               | Nyírbátori                  | 1 972                      | 28,43         |
| Ömböly       | község                  | Piricse       | Nyírbátori                  | 411                        | 30,35         |
| Penészlek    | község                  | Encsencs      | Nyírbátori                  | 978                        | 36,92         |
| Piricse      | község                  | Piricse       | Nyírbátori                  | 1 810                      | 36,99         |
| Pócspetri    | község                  | Máriapócs     | Nyírbátori                  | 1 681                      | 26,37         |
| Terem        | község                  | Nyírcsászári  | Nyírbátori                  | 611                        | 49,51         |